# Предумишлено убийство
„Предумишлено убийство“ (на сръбски: Убиство с предумишљајем) е югославско, унгарско, български (драма, романтичен) игрален филм от 1995 година на режисьора Горан Стоянович, сценарист на филма е Слободан Селенич. Оператор е Радослав Владич. Музиката във филма е на Зоран Ерич.
Филмът е посветен на Слободан Селенич.

## Актьорски състав
| Изпълнител                 | Роля                      |
| -------------------------- | ------------------------- |
| Бранка Катич               | Йелена Панич побойничката |
| Небойша Глоговац           | Богдан Билогорац          |
| Ана Софренович             | Йелена Любисавлиевич      |
| Драган Мичанович           | Йован                     |
| Сергей Трифунович          | Крсман Якшич              |
| Раде Маркович              | Бранко Койович            |
| Любиша Самарджич           | Видослав                  |
| Данило „Бата“ Стойкович    | Ставра Аранджелович       |
| Светозар Цветкович         | дебелият                  |
| Радослав „Рале“ Миленкович | Джоко Муждека             |
| Предраг Айдус              | доктор Цветкович          |
| Альоша Вучкович            | Морозов                   |
| Нада Блам                  | медицинска сестра 1       |
| Йелена Иванишевич          | медицинска сестра 2       |
| Горан Радакович            | младият Кожович           |
| Раде Маркович мл.          | Вейвода                   |
| Дара Шукович               | Милена                    |
| Деян Матич                 | лидерът                   |
| Теодора Станкович          | Милеса                    |
| Гордана Павлов             | жена                      |
| Борис Исакович             | шеф на затвора            |
| Гръм                       | куче                      |
| Йосиф Татич                | бащата на Йелена (глас)   |

## Награди
- Най-добър сценарий на Фестивала на филовия сценарий във Върнячка баня през 1996 г.[3]